# Charles Farah
Pour les articles homonymes, voir Farah.
 (septembre 2019).
 (septembre 2019).
Charles Farah Jr, né le 21 juillet 1926 et mort le 9 octobre 2001, est un professeur de théologie et d'études historiques à l'Université Oral Roberts. 

## Biographie
Il a enseigné à l'école[Laquelle ?] de 1967 à 1991 et de 1994 à 1995. Il est connu pour son livre Le Pinacle du Temple. 

## Publications
- Charles Farah, Jr., Catechism for New Christians, Moody Press, 1959
- Charles Farah, Jr., From the Pinnacle of the Temple, Plainfield, N.J, Logos International, 1979 (ISBN 0-88270-361-7)